# Віцко
Віцко (пол. Wicko, нім. Vietzker See) — озеро у Польщі, у Словінськєму мезорегіоні. Озеро розташоване у гміні Постоміно Славенського повіту в Західнопоморському воєводстві (до 1998 року у Слупському). В минулому морська затока, яка наразі відділена від Балтійського моря косою. Поруч з озером є аеропорт.

## Основні статистичні дані
- Розмір 1059 га
- Висота рівня води 0,1 м над рівнем моря
- Максимальна глибина 6 м